# Trojes, Mexiko
Trojes är en ort i kommunen Luvianos i delstaten Mexiko i Mexiko. Samhället hade 1 070 invånare vid folkräkningen år 2020, och är kommunens näst största, sett till folkmängd.
Trojes klassas som småstad (pueblo) av kommunen.